# هرادیشتی (ناحیه روکیتسانی)
هرادیشتی (به چکی: Hradiště) یک منطقهٔ مسکونی در جمهوری چک است که در ناحیه روکیتسانی واقع شده‌است. هرادیشتی ۲٫۸۳ کیلومتر مربع مساحت و ۲۵ نفر جمعیت دارد و ۳۱۷ متر بالاتر از سطح دریا واقع شده‌است.